# Michael O’Hare
Michael O’Hare (* 6. Mai 1952 in Chicago, Illinois; † 28. September 2012) war ein US-amerikanischer Schauspieler.

## Leben
O’Hare studierte zunächst englische Literatur an der Harvard University sowie Schauspiel an der Juilliard School.
Zwischen 1976 und 2000 spielte er kleine Nebenrollen in einigen Filmen und Fernsehserien. Er arbeitete vor allem in New York City als Theaterschauspieler. Bekannt wurde er durch seine Rolle als Jeffrey Sinclair in der ersten Staffel der Science-Fiction-Fernsehserie Babylon 5.
Am 28. September 2012 starb O’Hare, nachdem er fünf Tage vorher einen Herzanfall erlitt und seitdem im Koma lag.
J. Michael Straczynski, der Schöpfer von Babylon 5, ließ am 25. Mai 2013 verlauten, dass O’Hare seit längerer Zeit an krankheitsbedingten paranoiden Wahnvorstellungen litt. Während der Dreharbeiten zu Babylon 5 verschlimmerten sich diese, weshalb O’Hare die Serie nach der ersten Staffel verließ. Straczynski hatte seinem Freund O’Hare noch während der Dreharbeiten versprochen, dies geheim zu halten. Nach O’Hares Tod und auf dessen Wunsch hin sollten die Fans die wahren Gründe seines Ausscheidens erfahren und damit auch Bewusstsein und Verständnis für mentale Erkrankungen entwickeln.

## Filmografie (Auswahl)
Filme
- 1981: Flucht auf dem Highway (The Pursuit of D.B. Cooper)
- 1984: C.H.U.D. – Panik in Manhattan (C.H.U.D.)
- 1985: Die Qual der Ungewißheit (Into Thin Air)
- 1989: Der unheimliche Hulk vor Gericht (The Trial of the Incredible Hulk)
- 1989: Letzte Ausfahrt Brooklyn (Last Exit to Brooklyn)
- 1990: Leben am seidenen Faden (By a Thread)
- 1998: Babylon 5: Der erste Schritt (Babylon 5: In the Beginning)

Serien
- 1986: Der Equalizer (The Equalizer, Folge 1.16 Wash Up)
- 1991: L.A. Law – Staranwälte, Tricks, Prozesse (L.A. Law)
- 1994–1996: Babylon 5
- 1997–2000: Law & Order